# Kaolack
Kaolack je město v Senegalu, žije v něm okolo 200 000 obyvatel. Leží na pravém břehu řeky Saloum asi 200 km jihovýchodně od hlavního města Dakaru a je správním centrem stejnojmenného regionu. Díky dobrému železničnímu, silničnímu, lodnímu i leteckému spojení je významným obchodním centrem, hlavní ekonomickou aktivitou je zpracování podzemnice olejné a soli. Od 15. století byl hlavním městem sererského státu, který si roku 1864 podmanili Francouzi. Kaolack je baštou náboženského hnutí tidžáníja, ve čtvrti Médina Baye se nachází jedna z největších a nejvýstavnějších mešit západní Afriky. Město je také sídlem římskokatolické diecéze.

## Partnerská města
- Aosta, Itálie
- Memphis, Spojené státy americké
- Mérignac, Francie